# Дантес, Владимир
Владимир Данте́с (наст. имя — Владимир Игоревич Гудков, укр. Володимир Ігорович Гудков; род. 28 июня 1988, Харьков, УССР) — украинский певец, телеведущий, радиоведущий, экс-участник группы «ДиО.фильмы» («Дантес & Олейник»).

## Биография

### Ранние годы
Родился в семье милиционера. Имеет еврейское происхождение по матери, указывал себя «украинским евреем». Учился в харьковской школе № 36. Окончил Харьковское музыкальное училище. Учился на экономическом факультете Национального технического университета «Харьковский политехнический институт» (специальность — «Финансовое управление бизнесом»).

### Карьера
В ноябре 2008 вместе с Вадимом Олейником победил в украинском проекте «Фабрика звёзд-2», создав дуэт «Дантес & Олейник». Продюсерами музыкантов являются Борис Бронштейн и Наталья Могилевская с продюсерским центром «Talant Group». 4 марта 2010 г. состоялся релиз дебютного альбома группы — «Мне уже 20». После распада группы ДиО.фильмы в апреле 2015 года выбрал карьеру ведущего.
Радиоведущий украинской радиовещательной сети «Люкс ФМ».
С октября 2012 года ведет программу «Ближе к телу» вместе с Викторией Батуи на Новом канале.
С 2014 по 2018 год — ведущий кулинарного тревел-шоу «Еда, я люблю тебя» на канале Пятница!.
С 11 октября 2015 года один из тренеров детского талант-шоу «Маленькие гиганты» телеканала «1+1».
В сентябре 2018 года дебютировал со своим авторским видеоблогом под названием «Муж Нади Дорофеевой».
В сентябре 2019 года вернулся на сцену, выпустив сольную песню «Теперь тебе 30».
В 2020 году участвовал в шоу «Маскарад» на 1+1 в образе Стрекозы.
В 2021 году выпустил первый сольный альбом «Твоя любимая музыка».
Автор интернет-шоу «Мам, я делаю бизнес».

### Личная жизнь

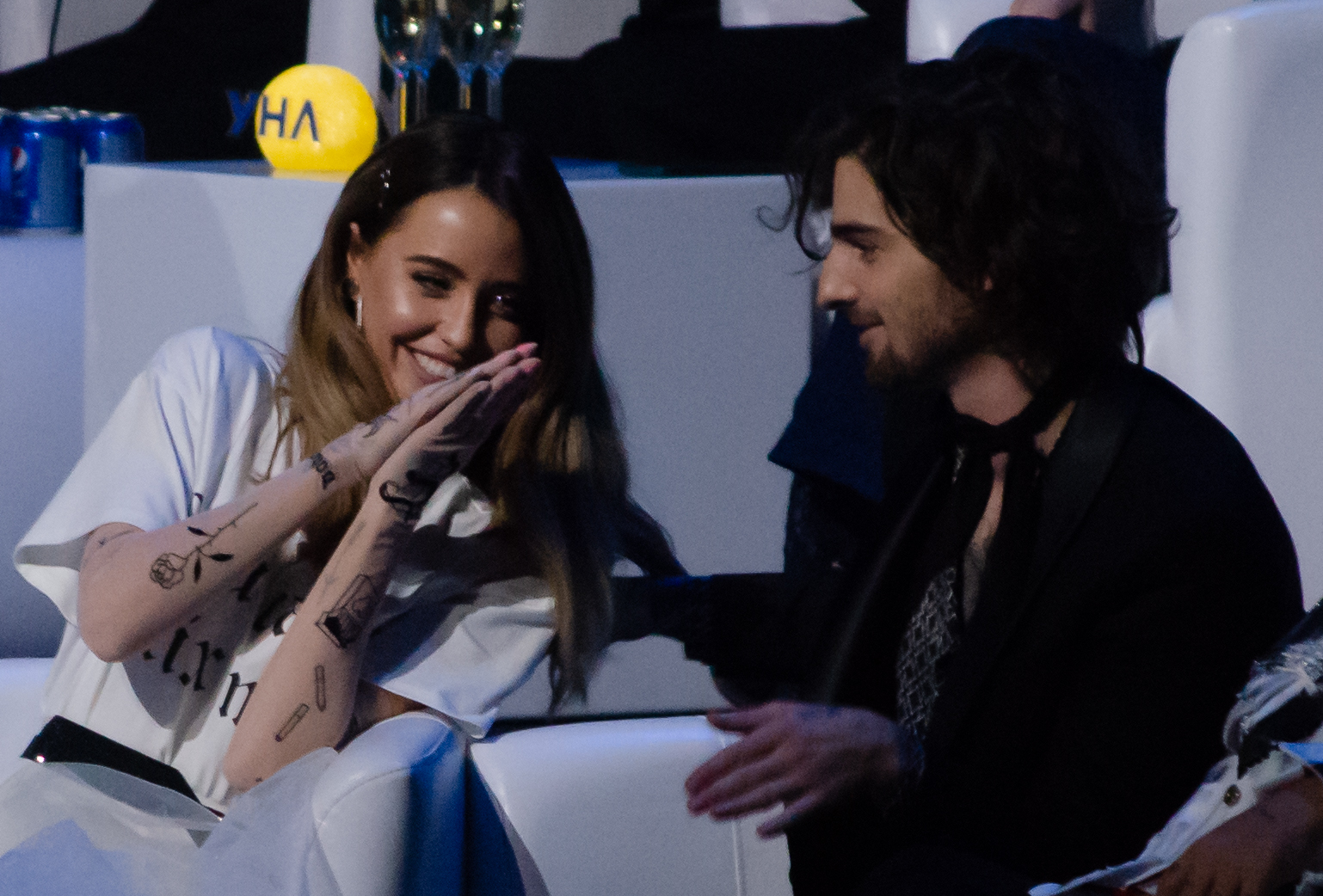
Надя Дорофеева и Дантес на M1 Music Awards 2019

8 июля 2015 года вступил в брак с солисткой группы «Время и Стекло» Надей Дорофеевой.
18 марта 2022 года пара заявила о разводе в своём Instagram.
После расставания с Дорофеевой начал встречаться с Дашей Кацуриной, бывшей женой своего друга Михаила Кацурина, который в 2023 году женился на Наде Дорофеевой.
Играет в любительской футбольной команде представителей шоу-бизнеса «Маэстро».

## Работы

### Видеография
Клипы (сольная карьера)
- 2019 — Теперь тебе 30 (авторы — Jerry Heil и DANTES), режиссёр Леонид Колосовский
- 2020 — Более или менее (автор — Jerry Heil), режиссёр Леонид Колосовский
- 2020 — Одноклассница (автор — Jerry Heil), режиссёр Леонид Колосовский
- 2021 — Саша (авторы — DANTES, Потап), режиссёр Леонид Колосовский

### Телевидение
- 2018 — Лига Смеха (принял участие в качестве приглашённой звезды).
- 2019 — Несколько пародий (гость), Лига Смеха (тренер-джокер, один из судей Зимнего Кубка).
- 2020 — Постоянный член жюри шестого сезона Лиги Смеха.
- 2021 — Лига Смеха: Битва титанов (член жюри; тренер победитель)
- 2021 — Лига Смеха: 8 сезон (член жюри; тренер победитель)
- 2022—2023 — Рассмеши Комика: 18 сезон (ведущий)